# Kennemerland-Zuid

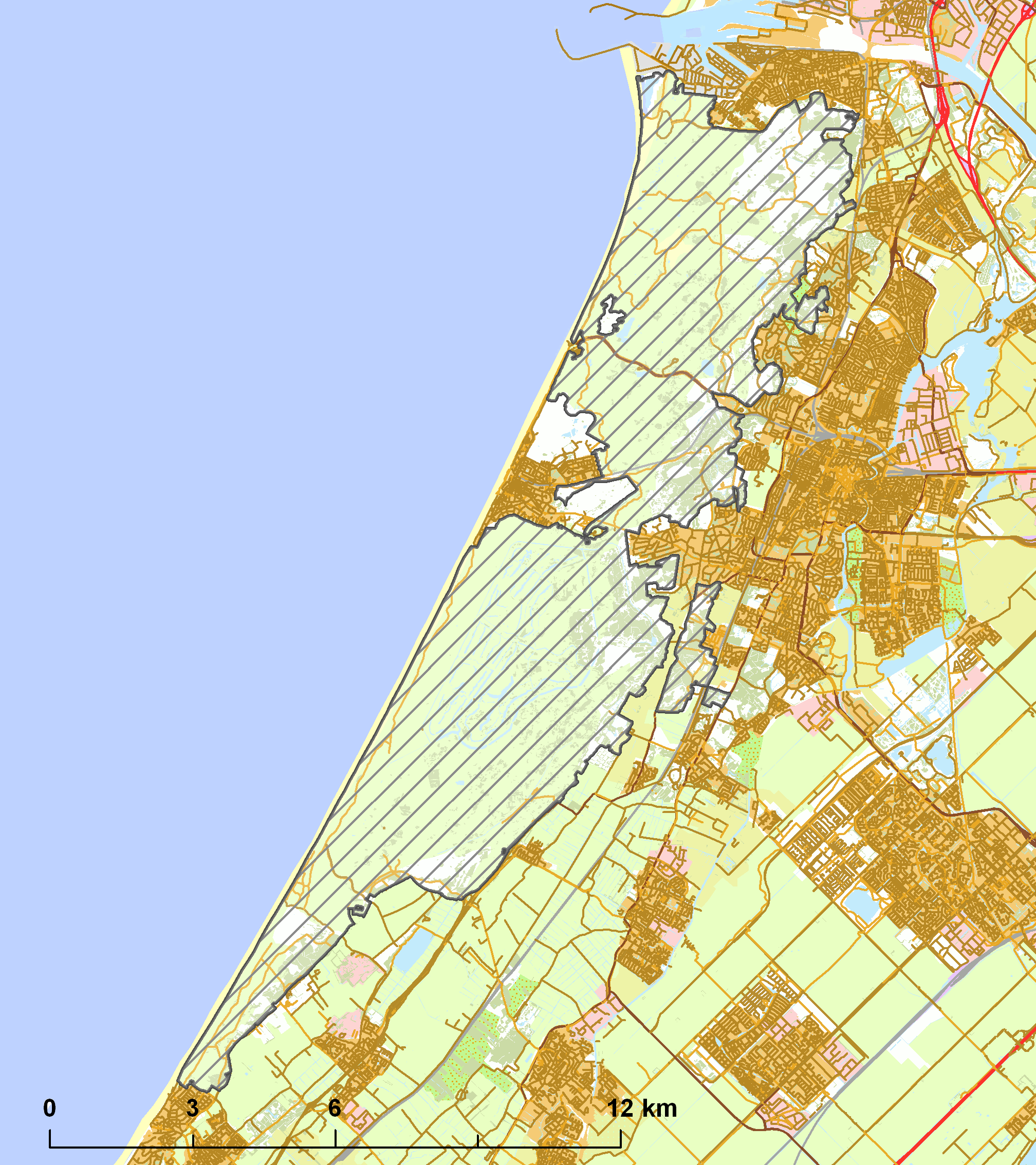
Kaart van de gebiedsgrenzen van het Natura 2000-gebied Kennemerland-Zuid

Kennemerland-Zuid is een Natura 2000-gebied aan de Noord- en Zuid-Hollandse kust, bestaand uit het Nationaal Park Zuid-Kennemerland, de Noordwijkse Noordduinen en de Amsterdamse Waterleidingduinen. Kennemerland-Zuid is een uitgestrekt duingebied aan de zuidkant van het Noordzeekanaal. Het is een reliëfrijk en landschappelijk afwisselend gebied, dat grotendeels bestaat uit kalkrijke duinen. De overgang tussen de kalkrijke jonge duinen en ontkalkte oude duinen ligt ter hoogte van Zandvoort. Dit levert een soortenrijke en kenmerkende begroeiing op, met duinroosvegetaties in het open duin, duingraslanden, vochtige en droge duinvalleien, plasjes, goed ontwikkelde struwelen en diverse vormen van duinbossen. Vegetaties van vochtige en natte duinvalleien komen met name voor ten zuiden van Zandvoort, waarvan het Houtglob het best ontwikkelde kalkrijke, natte duinvallei is. Het areaal kalkrijk duingrasland is vooral rondom Zandvoort groot. Hier komen over voorbeelden van het zeedorpenlandschap voor. De oudere duinen van het zuidoostelijk gedeelte herbergen goed ontwikkeld kalkarm duingrasland. Ook zijn er in het zuidelijke puntje en ter hoogte van Zandvoort paraboolduincomplexen aanwezig. Het Kennemerstrand is de enige locatie langs de Hollandse vastelandsduinen waar een jonge strandvlakte met embryonale duinen en een uitgestrekte oppervlakte met kalkrijke duinvalleien aanwezig is. Aan de binnenduinrand zijn diverse landgoederen aanwezig. Hier zijn een aantal oude buitenplaatsen gelegen, die voor een aanzienlijk deel bebost zijn met naaldbos en loofbos, waaronder oude bossen met rijke stinzeflora.

## Habitatrichtlijn-Soorten
Er komen in dit gebied 3 soorten voor die beschreven staan in de habitatrichtlijn.
- De Meervleermuis
- De Groenknolorchis
- De Nauwe Korfslak